# هذه ليلتي
هذه ليلتي هي أغنية أدتها أم كلثوم في 1968 من كلمات جورج جرداق وألحان محمد عبد الوهاب من مقام البيات. وهذه الأغنية لحنها محمد عبد الوهاب لأم كلثوم بعد أن لحن لها أنت عمري التي سميت لقاء السحاب إذ كانت أول عمل يجمع النجمين وتعرضت أغنية هذه ليلتي لهجوم بعض النقاد. وغنتها المغنية الأردنية سهام الصفدي في أول أغنية لها في برنامج اكتشاف المواهب ركن الهواة في عمان في السبعينات وغنتها أصالة في حفل الغناء بالفصحى في السعودية في عام 2023.
هذه الأغنية هي أول أغنية عاطفية تغنيها بعد حرب 1967.

## كلمات الأغنية
هذه ليلتي وحلم حياتي............... بين ماض من الزمان وآت
الهوى أنت كله والأماني............... فاملأ الكأس بالغرام وهاتِ
بعد حين يبدل الحب دارا............... والعصافير تهجر الأوكارَ
وديار كانت قديما ديارا............... سترانا كما نراها قفارا
سوف تلهو بنا الحياة وتسخر............... فتعالَ أحبك الآن أكثر
والمساء الذي تهادى إلينا...............ثم أصغى والحب في مقلتينا
لسؤال عن الهوى وجواب...............وحديث يذوب في شفتينا
قد أطال الوقوف حين دعاني...............ليلم الأشواق عن أجفاني
فادن مني وخذ إليك حناني...............ثم اغمض عينيك حتى تراني
وليكن ليلنا طويلا طويلا...............فكثير اللقاء كان قليلا
سوف تلهو بنا الحياة وتسخر............. فتعالَ احبك الآن أكثر
يا حبيبي طاب الهوى ما علينا...............لو حملنا الأيام في راحتينا
صدفة أهدت الوجود إلينا...............وأتاحت لقاءنا فالتقينا
في بحار تئن فيها الرياح...............ضاع فيها المجداف والملاح
كم أذل الفراق منا لقاء...............كل ليل إذا التقينا صباح
يا حبيباً قد طال فيه سهادي...............وغريبا مسافرا بفؤادي
سهر الشوق في العيون الجميلة...............حلم آثر الهوى أن يطيله
وحديث في الحب إن لم نقله...............أوشك الصمت حولنا أن يقوله
يا حبيبي وأنت خمري وكأسي............. ومنى خاطري وبهجة أنسي
فيك صمتي وفيك نطقي وهمسي...............وغدي في هواك يسبق أمسي
هلّ في ليلتي خيال الندامى...... والنواسي عانق الخياما
وتساقوا من خاطري الأحلاما..... وأحبوا واسكروا الأياما
ربى من أين للزمان صباه..... إن غدونا وصبحه ومساه
لن يرى الحب بعدنا من حداه..... نحن ليل الهوى ونحن ضحاه
ملء قلبي شوق وملء كياني..... هذه ليلتي فقف يا زمان
سوف تلهو بنا الحياة وتسخر..... فتعالى احبك الآن الآن الآن أكثر.

## وصلات خارجية
- هذه ليلتي: أم كلثوم ليريك ويكي